# Danuria kilimandjarica
Danuria kilimandjarica är en bönsyrseart som beskrevs av Sjöstedt 1909. Danuria kilimandjarica ingår i släktet Danuria och familjen Mantidae. Inga underarter finns listade i Catalogue of Life.